# Benito Madueño y Ramos
Pour les articles homonymes, voir Ramos.
Benito Madueño y Ramos, né en 1654 à Montoro et mort le 11 mai 1739 à Tolède, est un prélat catholique romain qui a servi comme évêque auxiliaire de Tolède (1698–1739),,.

## Biographie
Benito Madueño y Ramos est né à Montoro en 1654. Le 19 décembre 1698, il est nommé, sous le pontificat d'Innocent XII, évêque auxiliaire de Tolède et évêque titulaire de Sion. Il est consacré évêque en 1699. Il sert comme évêque auxiliaire de Tolède jusqu'à sa mort, le 11 mai 1739.